# Tianwen-1
Tianwen-1 (w trakcie budowy: Huoxing-1, HX-1) – pierwsza samodzielna misja badawcza Marsa prowadzona przez Chińską Narodową Agencję Kosmiczną. W skład bezzałogowej sondy weszły orbiter, lądownik i łazik Zhurong, które 23 lipca 2020 o godz. 04:41 zostały wyniesione z Centrum Startowego Satelitów Wenchang rakietą Długi Marsz 5. 
Była to druga chińska misja na Marsa, po nieudanej Yinghuo-1 (Świetlik 1), straconej w awarii rakiety wynoszącej misję Fobos-Grunt. Plan misji został zatwierdzony w 2016, a w następnym roku przedstawiono bardziej szczegółowe założenia misji i zbierano propozycje jej nazwy. Ogłoszona 24 kwietnia 2020 nazwa Tianwen (w języku angielskim Quest for Heavenly Truth – dosł. Poszukiwanie niebiańskiej prawdy) nawiązuje do wiersza Pytam Niebiosa (Tian Wen, 天问) autorstwa chińskiego uczonego i poety z Okresu Walczących Królestw Qu Yuana.
5 lutego 2021 ok. godz. 13:07 sonda o masie  ok. 5 ton (z paliwem) po siedmiomiesięcznej podróży weszła na orbitę Marsa i tego samego dnia z odległości około 2,2 mln kilometrów od celu przesłała pierwsze zdjęcia planety. 
10 lutego 2021 ok. godz. 12:52 czasu polskiego główny silnik sondy został uruchomiony na 15 minut, co wystarczyło, by sonda wystarczająco zwolniła i weszła na wstępną orbitę wokół Marsasonda znalazła się na orbicie wokół Marsa 1.
15 maja 2021 o godz. 01:11 CEST łazik Zhurong wylądował na powierzchni Marsa. Lądowanie nastąpiło ok. 40 km od planowanego miejsca. 19 maja łazik wysłał dwa pierwsze zdjęcia a 22 maja zjechał z rampy lądownika na powierzchnię planety.
Łazik Zhurong o masie 240 kg miał działać na powierzchni przez 90 dni marsjańskich, prowadząc prace naukowe przy pomocy sześciu instrumentów umieszczonych na jego pokładzie. Na pojeździe znalazły się kamera wielospektralna i terenowa, georadar, detektor składu chemicznego powierzchni, magnetometr oraz stacja meteorologiczna.
15 sierpnia 2021 Zhurong zakończył zaplanowane zadania eksploracyjne. Od połowy września do końca października 2021 orbiter i łazik weszły w tryb awaryjny a 20 maja 2022 łazik został wprowadzony w tryb hibernacji. 27 lutego 2023 opublikowano wstępne wyniki badań meteorologicznych z pierwszych 325 dni misji.